# Гренландия: Миграция
«Гренландия: Миграция» (англ. Greenland: Migration) — будущий американский фильм-катастрофа режиссёра Рика Романа Во. Сиквел фильма 2020 года «Гренландия». Главные роли исполнят Джерард Батлер и Морена Баккарин. Премьера фильма запланирована на январь 2026 года.

## Сюжет
«Выжившая семья Гэррити должна покинуть безопасный бункер в Гренландии и отправиться в опасное путешествие по опустошенной Европе, чтобы найти новый дом». В мае 2023 года Во сравнил будущий фильм с «Дюной».

## В ролях
- Джерард Батлер — Джон Гэррити[6]
- Морена Баккарин — Эллисон Гэррити
- Роджер Дэйл Флойд — Натан Гэррити

## Производство
В июне 2021 года стало известно, что сиквел получил название «Гренландия: Миграция», в следующем месяце компания STX приобрела права на кинопрокат фильма по всему миру на Каннском кинорынке 2021 года за 75 миллионов долларов и согласилась выделить на сиквел бюджет в 65 миллионов долларов. Фильм был поставлен под защиту от банкротства, актёрский состав первого фильма вернулся, и хотя Морена Баккарин сначала не хотела играть в сиквеле, в конце концов она согласилась сыграть в фильме.
Съёмки начались 29 апреля 2024 года в Великобритании и Исландии и завершились в июле 2024 года.
В августе 2025 года было объявлено, что фильм выйдет 9 января 2026 года.